# Ronell Taylor
Quency Ronell Taylor (Washington, 26 luglio 1982) è un ex cestista statunitense, professionista nella NBDL e in Europa. È il fratello gemello di Donell Taylor.

## Carriera
Il 5 agosto 2013 firma per la Scaligera Basket Verona

## Palmarès
- Coppa di Slovenia: 1

Union Olimpija: 2008
- Supercoppa slovena: 1

Union Olimpija: 2007